# مشروع ليلى

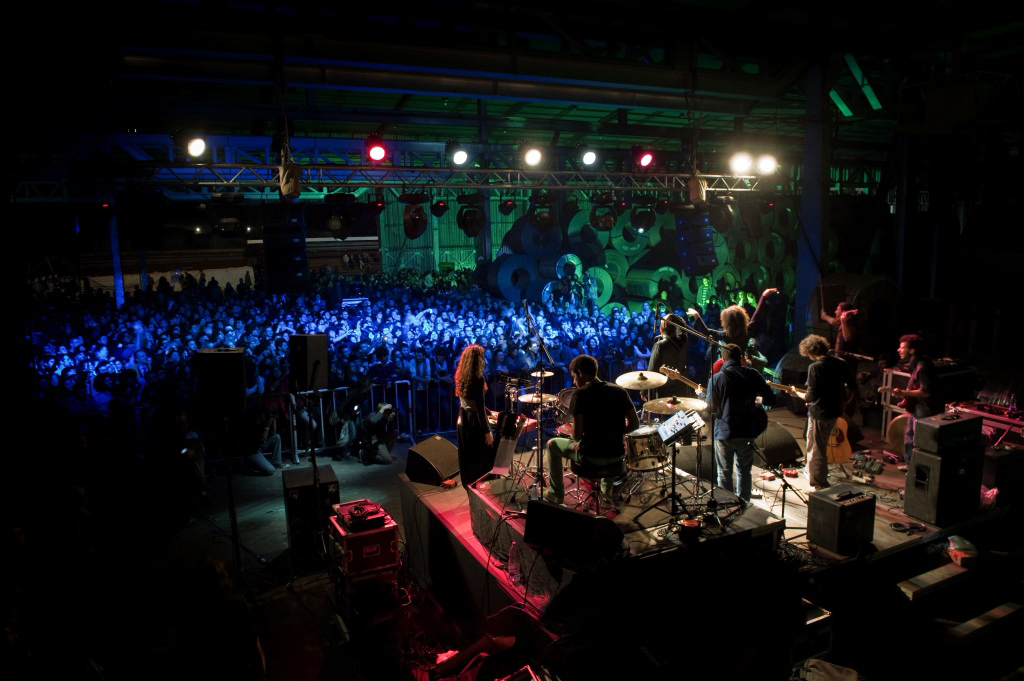
حفل لفرقة مشروع ليلى

مشروع ليلى هي فرقة موسيقى روك بديل لبنانية مكونة من خمسة أعضاء. الفرقة تشكلت في بيروت، لبنان عام 2008 أثناء ورشة عمل موسيقية في الجامعة الأميركية في بيروت. أصدرت الفرقة أربعة ألبومات استوديو حتى الآن، وأثارت أغانِ الفرقة الجدل بسبب مواضيعها المرتبطة بالمثلية الجنسية.

## تاريخ الفرقة

### التأسيس والسنوات الأولى
تشكلت الفرقة في فبراير 2008 في الجامعة الأميركية في بيروت، عندما نشر عازف الكمان هايك بابازيان وعازف الجيتار أندريه شديد وعازفة البيانو امية ملاعب دعوة مفتوحة للموسيقيين الذين يبحثون عن مساحة للتنفيس عن التوتر الناجم من الكلية والوضع السياسي غير المستقر. من بين عشرات الناس الذين أجابوا الدعوة اختير سبعة لتشكيل «مشروع ليلى». شجعت أعضاء الفرقة من قبل أصدقاء للأداء أمام حشد حي. قاموا بعرض صغير في افتتاحية لحفل موسيقي في حرم الجامعة الأميركية في بيروت. خلال هذا الحدث أثبتت الفرقة أنها الوحيدة التي تكتب وتعزف موسيقاها الأصلية. ما بدأ كورشة عمل تطور لتصبح الفرقة واسعة الانتشار، وتكسب صيتا في حلبة الموسيقى البديلة.
ظهرت «مشروع ليلى» على الساحة الموسيقية في لبنان عام 2008 خلال «مهرجان الموسيقى» وهو حدث لبناني سنوي تنظمه بلدية بيروت مما أثار الجدل حول الكلمات الجريئة للأغاني والناقدة للمجتمع اللبناني، والتي تتناول أيضا مواضيع الفشل في الحب والجنس والسياسة.
في عام 2009، في مسابقة «الموسيقى الحديثة» التي نظمتها إذاعة «راديو لبنان» في نادي "Basement" حازت الفرقة على جائزة لجنة التحكيم والجمهور وذلك بسبب اغنيتهم «رقصة ليلى». حيث كانت الجائزة الأولى عقد لإنتاج أسطوانة.
بدأ المشروع كورشة موسيقية في عام 2008، كان من المفترض أن يكون “مشروع ليلة واحدة” وبعد إستمراره سمي “مشروع ليلى” – تلك الفتاة التي يتكلمون عنها في كلّ الأغاني لتعبر عن روح الفرقة وفكرها.
أصدرت الفرقة أسطوانتها الأولى عام 2009 – “مشروع ليلى” تحتوي على 9 أغاني أبرزها “فساتين”، “رقصة ليلى” و“شم الياسمين”. في فبراير 2011 أصدرت الفرقة أغنية “غداً يوم أفضل” وهي نسخة عربية لأغنية (Clint Eastwood) إهداء إلى جيل الثورة.
عام 2011 أصدرت الفرقة ألبومها الجديد الذي أطلق عليه اسم “الحلّ رومانسي” وهو ألبوم قصير (EP) يحوي 5 أغاني مكملة للألبوم الأول. أحيت الفرقة حفلات في الخارج وفي الوطن العربي كان أبرزها حفلة القاهرة – مسرح الجنينة في أيار 2011.
أطلق الألبوم الأول للفرقة المسمى على اسم الفرقة نفسها "Mashrou' Leila" الذي انتجته شركة "B-root Productions" في ديسمبر 2009 في مصنع للصلب في برج حمود (وهي ضاحية من ضواحي بيروت) حيث ازدحم 1200 مشجع في ساحة المصنع. تحولت الحفلة إلى أكبر حدث في بيروت (باستثناء الاحداث العامة) في السنوات الأخيرة، وحقق نجاحا كبيرا بين مشجعي ال«إيندي» والروك في لبنان.
حفل الفرقة في مهرجان بيبلوس الدولي في 9 تموز 2010 كان واحدا من أهم الأحداث المتوقعة لفصل الصيف. وحضرها العشرات من المشجعين وكذلك رئيس الوزراء اللبناني سعد الحريري.

## أصل التسمية
أعضاء «مشروع ليلى» يستمتعون بالتلاعب بالألفاظ والغموض الذي يحيط اسم الفرقة. حيث يمكن تفسير الاسم (خاصة إذا قرء بالإنجليزية) اما «مشروع ليلة» أو «مشروع ليلى»، ليلى كونه اسم شائع في لبنان. وعندما سئلت الفرقة خلال مقابلة مبكرة في مشوارهم عن أصل اسم «مشروع ليلى»، رد الأعضاء بشيء من الدعابة ان الفرقة بدأت كمشروع لجمع المال لفتاة يعرفونها تسمى ليلى. وفقا لصفحة الفيسبوك الرسمية للفرقة، الاسم يعني «مشروع ليلة»، والذي يعبر عن الطبيعة الليلية للمشروع الذي يتميز بجلسات العزف التي تستمر طوال الليل.

## أعضاء الفرقة
الفرقة مكونة من 5 أعضاء، وكانوا جميعا طلابا في الجامعة الأمريكية في بيروت. بعد أن كانوا في البداية سبعة أعضاء بعد أن انسحبت أميّة ملاعب على الكيبورد واندريه شديد عازف الجيتار.
- حامد سنو مغني رئيسي
- هايغ بابازيان كمان
- فراس أبو فخر جيتار
- كارل جرجس درامز
- إبراهيم بدر بايس

## إثارة الجدل
كلمات بعض أغان مشروع ليلى أثارت الجدل بسبب طرحها لقضايا سياسية وقضايا مرتبطة بالتوجه الجنسي، حيث أدت للمنع غير الرسمي في الأردن بتاريخ 26 أبريل 2016، وزعمت الفرقة أن المنع أتى من الحكومة الأردنية.، لكن ألغي المنع بعد يومين من صدوره. ولقد أثارت الفرقة الجدل مرة أخرى في مصر، عندما أقامت في يوم الجمعة 22 سبتمتبر 2017 حفلا في مصر، ورفعت فيه أعلام قوس قزح التي ترمز للحراك الاجتماعي للدفاع عن حقوق المثليين. وجاءت خطوة رفع العلم خلال الحفل دعما لحامد سنو مؤسس الفريق، الذي أعلن عن توجهه وميوله الجنسية في أحد البرامج الفضائية. وأعلنت النقابة الموسيقية المصرية بعد تداعيات الحدث عن منع مشروع ليلى من إقامة الحفلات في مصر  وعلق وكيل النقابة رضا رجب أن «النقابة قررت وقف الحفلات المقبلة لتلك الفرقة»، مؤكدا «أننا لسنا جهة قمع ولكن مثل تلك الحفلات لن تقام بمصر مرة أخرى».
في عام 2019 تعرضت الفرقة لاتهامات بالإساءة للديانة المسيحية، كان من المقرر أن تقيم الفرقة حفلاً في مهرجانات بيبلوس الدولية، وقد دعت الكنيسة لإلغاء الحفل للاتهامات السابقة، ووفقا لبي بي سي عربي فقد صدرت من قبل البعض «تهديدات بهدر الدماء ودعوات لاستخدام القوة لمنع إحياء الحفل». نفت الفرقة انتقاصها من الأديان، واعتبرت أنه قد «تم تحريف كلام بعض الأغنيات وفهمه بطريقة خاطئة» تم التوصل إلى تسوية بين إدارة المهرجان والكنيسة المارونية، بحيث يقام الحفل في موعده، وتعتذر الفرقة «لمن قد تكون أساءت إلى مشاعرهم الدينية»، ولا تغنى الأغاني التي أثارت هذه الأزمة.

## ألبومات الإستديو

مشروع ليلى (2009)
الحل رومانسي (2011)
رقصوك (2013)
ابن الليل (2015)

## وصلات خارجية
- مشروع ليلى على موقع IMDb (الإنجليزية)
- مشروع ليلى على موقع ميوزك برينز (الإنجليزية)
- مشروع ليلى على موقع ديسكوغز (الإنجليزية)

- الموقع الرسمي
- المدونة الرسمية